# 勇敢級拖船
勇敢級拖船是一款於21世紀初開始服役於美國海軍的船廠拖船，主要在港口執行軍艦的進出口與停泊協助作業。

## 發展
由於至21世紀時海軍原有的內蒂克級拖船已服役近40年，再加上海軍此前已經先對該級的梅諾米尼號和沃什塔克納號進行動力升級，並擁有幫另外兩艘拖船改良絞盤與動力系統的技術經驗，因此，海軍決定建造新型的拖船。
勇敢級拖船由罗伯特·艾伦有限公司以其自家產品Z-Tech 6000型商業拖船為基礎，進行設計，並由J·M·馬丁納克造船公司建造。與以往海軍的拖船不同，勇敢級採用了由肖特尔公司生產的SRP 1012型Z型传动推進器。該型推進器可以360度旋轉，使拖船的移動更靈活，並且前進時推力為92,500磅（42 t），倒退時則為99,205磅（45 t）。英勇級拖船可在“拖拉機模式”下以船尾向前航行，使用JonRie InterTech液壓艏絞盤進行拖帶作業。為了適應這種運作模式，該級拖船的船尾輪廓設計得比船首更高。
在設施方面，勇敢級號配備可伸縮、旋轉的登船跳板。內部設有四間艙房，其中兩間單人艙分別提供給輪機長和船長，另外兩間雙人艙供其他船員使用。船上還配備了廚房和用餐區。甲板艙經過良好隔音處理，以減少振動與噪音對船員的影響。駕駛艙採用全景窗設計，提供環繞視野。

## 同級艦

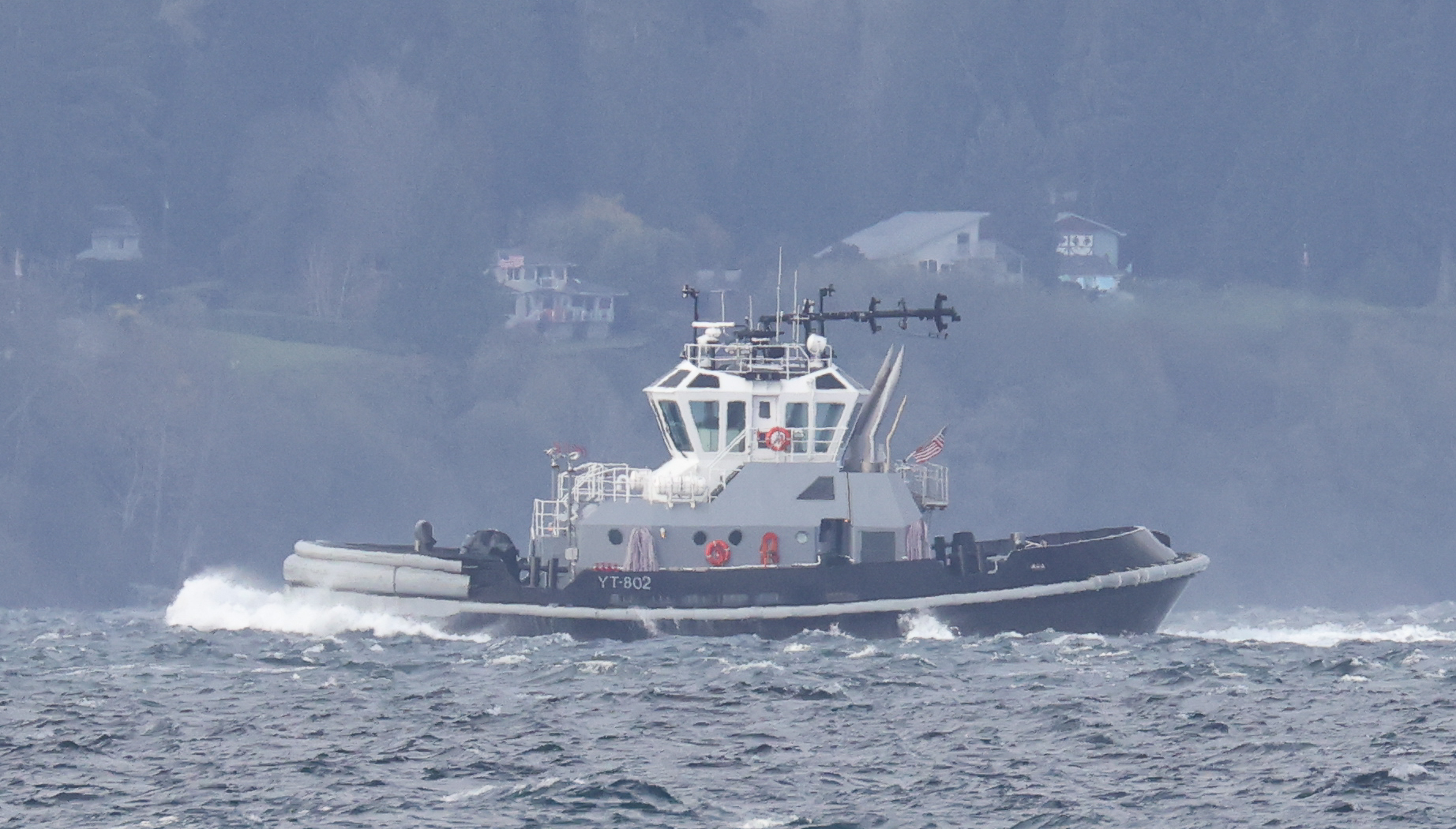
勇敢號

| 艦名       | 舷號   | 造船廠               | 下水       | 服役       | 退役 | 命運   |
| ---------- | ------ | -------------------- | ---------- | ---------- | ---- | ------ |
| 勇敢號     | YT-802 | J·M·馬丁納克造船公司 | 2009-07-25 | 2010-02-09 | 尚未 | 服役中 |
| 可靠號     | YT-803 | J·M·馬丁納克造船公司 | 2009-11-21 | 2010-05-03 | 尚未 | 服役中 |
| 挑釁號     | YT-804 | J·M·馬丁納克造船公司 | 2010-07-10 | 2010-10-22 | 尚未 | 服役中 |
| 塞米諾爾號 | YT-805 | J·M·馬丁納克造船公司 | 2010-11-06 | 2011-04-11 | 尚未 | 服役中 |
| 皮阿拉普號 | YT-806 | J·M·馬丁納克造船公司 | 2011-09-29 | 2012-03-19 | 尚未 | 服役中 |
| 梅諾米尼號 | YT-807 | J·M·馬丁納克造船公司 | 2011-12-03 | 2012-05-30 | 尚未 | 服役中 |